# Sonnau (Starnberg)
Die Sonnau ist eine Siedlung innerhalb der oberbayerischen Kreisstadt Starnberg. Das Bayerische Landesamt für Statistik führt die Sonnau als eigenständigen Ortsteil Starnbergs. Gemeindepolitisch ist die Ansiedlung dem Starnberger Ortsteil Perchting zugehörig, zu dessen Verwaltungsbereich sie bis zur Eingemeindung am 1. Mai 1978 gehörte.

## Lage
Die Sonnau befindet sich auf einer Höhe von 673 m ü. NHN etwa zwei Kilometer südlich von Perchting am Rande des Verlandungsgebiets des Maisinger Sees. Die Ansiedlung ist von Perchting über eine Ortsstraße zu erreichen.

## Geschichte
Die Fluren der Sonnau sind ein Landschaftsgebiet der ehemaligen Gemain Perchting, das bis zur örtlichen Gemeinheitsteilung von 1810 als Allmende genutzt wurde. Die alten Flurnamen lassen die damalige Art der Bewirtschaftung erkennen, an der alle Gehöfte des Dorfes einen Nutzungsanspruch hatten. Es gab hier die „Krautgärten“ der Höfe, das „Linslmoos“, einen alten Torfstich in der Nähe des Maisinger Sees und vor allem die „Sauwiesen“ im Buchenwald. Seine Früchte garantierten bei den dort gemeinsam gehüteten Dorfsauen einen guten Masterfolg.
Die alten Flurnamen sind Geschichte, sie wurden – obwohl es sich hauptsächlich um ein Waldgebiet handelt – in dem Begriff „Sonnau“ zusammengefasst. Wie beim benachbarten Jägersbrunn handelt es sich auch hier um einen Phantasienamen, der erstmals im 20. Jahrhundert auftritt. Die wohl zunächst umgangssprachliche Bezeichnung der Gegend wird in einem „Ehrenbuch der dörflichen Kriegsteilnehmer am Ersten Weltkrieg“ erstmals schriftlich festgehalten. Unter dem Foto eines Mannes ist dort als Adresse vermerkt: „Einsiedler in der Sonnau“. Aus weiteren spärlichen Quellen ist zu entnehmen, dass es dort 1919 das Holzhäuschen eines Jagdaufsehers gab und sich 1934 eine Pelztierfarm ansiedelte. 1961 lebten in der Sonnau 25 Einwohner in fünf Wohngebäuden.
Seit 1972 liegen die Fluren innerhalb des Landschaftsschutzgebiets Westlicher Teil des Landkreises Starnberg. Da dieser Status eine weitere Wohnbebauung ausschloss, ist die kleine Siedlung mit ihren versprengt im Wald liegenden Einfamilienhäusern seither nur geringfügig gewachsen.